# Болдын
«Болдын» (польск.: Bołdyn) — польский военный фильм 1981 года режиссёров Эвы и Чеслава Петельских.

## Сюжет
Партизанский отряд под командованием генерала «Болдына». Это командир, овеянный легендой, но в действительности — автократ, не признающий критики, требующий абсолютного повиновения. Чтобы его не провоцировать, его подчиненные посылают ему донесения с ложными сведениями, которые вызывают губительные решения. Когда Болдын геройски погибает, командование принимает полковник Крупицкий. Он решает скрыть факт смерти Болдына… ведь это имя стало легендой и поддерживает отряде боевой дух.

## В ролях
- Виргилиуш Грынь — генерал Болдын
- Томаш Стокингер — Мечислав Пакош, адъютант Болдына, подпоручик
- Дарья Трафанковская — Элька Винярская, сержант
- Марек Левандовский — подполковник Процналь
- Томаш Заливский — полковник Крупицкий
- Хенрик Таляр — капитан Зыберт
- Ежи Янечек — Талялей, партизан
- Богуслав Сохнацкий — майор Ванадек
- Станислав Нивиньский — «Старый», полковник
- Ян Павел Крук — «Волк», партизан
- Тадеуш Сомоги — «Чечот», партизан
- Стефан Паска — Бацмага, партизан
- Казимеж Дембицкий — Иванов, партизан
- Ян Конечны — Рыбарчик
- Мариан Глинка — «Гром»
- Тадеуш Теодорчик — Квятковский
- Иоахим Лямжа — гестаповец